# Escoles de Palau
Les Escoles de Palau son una obra de Girona inclosa a l'Inventari del Patrimoni Arquitectònic de Catalunya.

## Descripció
És un edifici de planta rectangular al qual se li ha afegit un cos en L que tanca l'espai del pati. La connexió es fa en la recepció de l'antic cos, que es distribueix des del rebedor i per un passadís que dona a dependències i serveis a mà esquerra, i les aules a mà dreta, donant al pati. Aquest cos és de planta baixa i amb teulat a quatre vents. L'accés es produeix per rampa tangencial, que dona a una porta de llinda planera sobresortida. El cos nou, és d'obra vista i tancada a l'exterior, obrint-se al pati (passadís d'accés és vidriat). Al voltant hi ha aules. L'element que fa de xarnera, entre els dos cossos, és la sala de calefacció i està tractada de diferent manera. Les aules s'obren a la façana lateral dreta i a la posterior.